# Riu Boix
El Boix és el més petit dels tres rius que han perforat el Montsec. Corre en direcció nord–sud al llarg de 23 quilòmetres, fins a la desembocadura al Segre.
Neix al vessant nord del Montsec de Rúbies, a 1.332 metres d'altitud, a la zona de l'Hostal Roig, al municipi de Gavet de la Conca. Inicialment és conegut com el Barranc de la Coma del Grau i rep aigües de diversos afluents, com els barrancs del Coix, Serrat de les Pales i les Pletes. Avança creuant zones naturals com l'Obaga de l'Hostal Roig i, a l'altura de la Collada de l'Hostal Roig, s'enriqueix amb les fonts del Como i de l'Oriol. Aquesta collada també divideix les aigües pluvials de l'Hostal Roig entre el riu Boix i el riu de Barcedana. Tot i ser un curs més petit que altres rius del Montsec, com la Noguera Ribagorçana i la Noguera Pallaresa, destaca per com ha pogut erosionar el terreny, formant el Congost de l'Escala del Pas Nou.

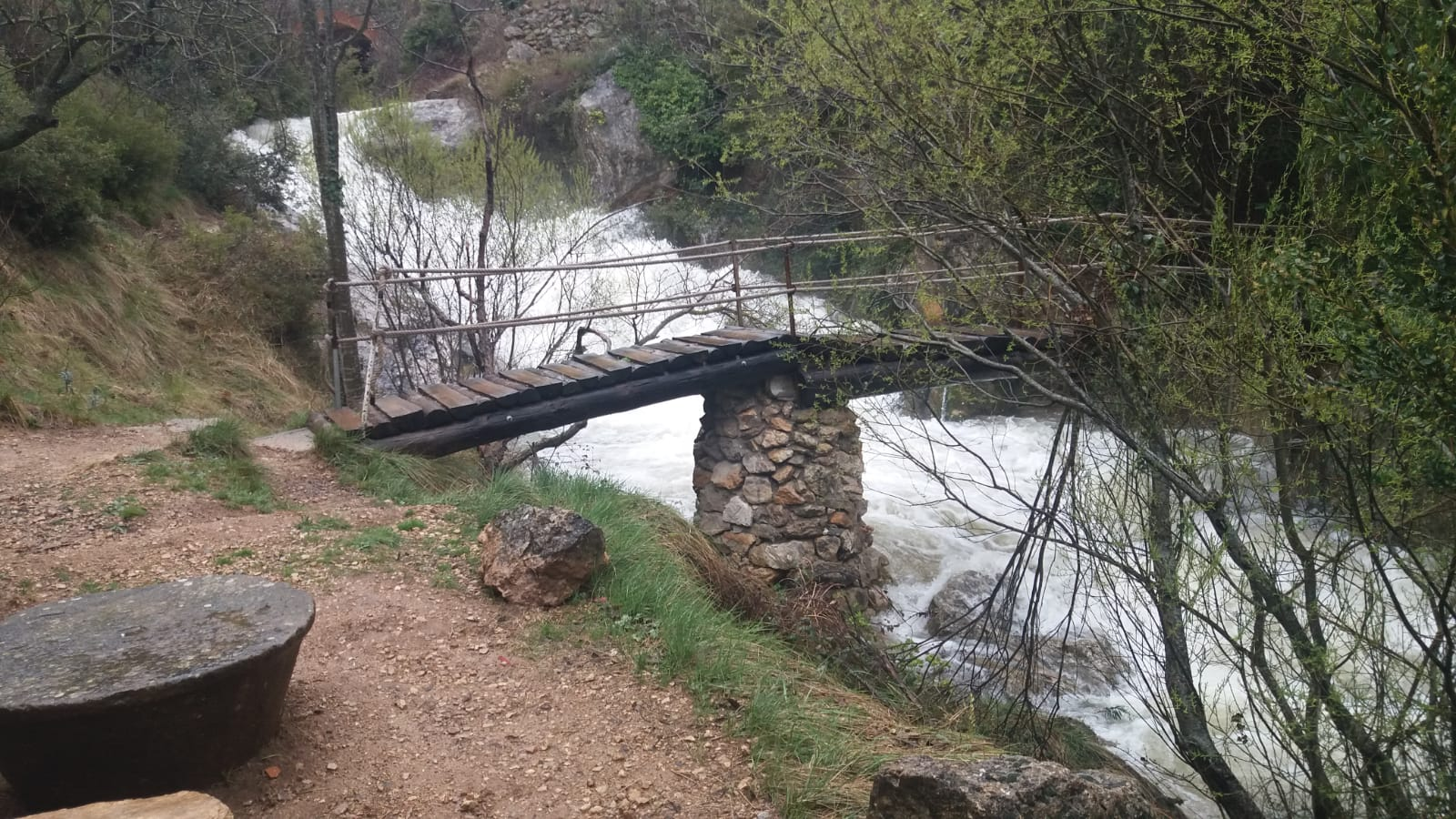
El riu al municipi de Vilanova de Meià a la font de l'Heura